# Lautsprecherleitung

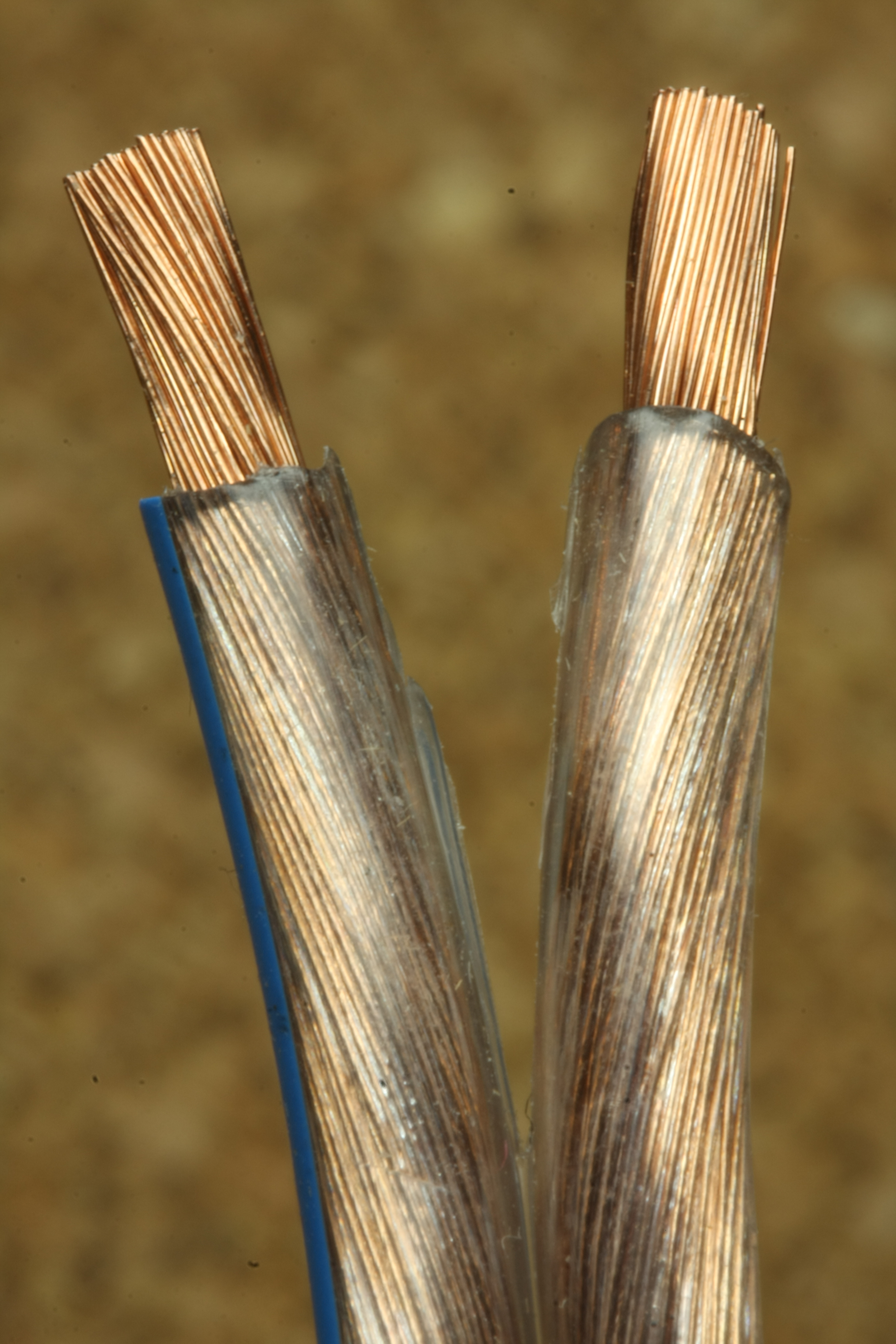
Feindrähtige und daher besonders flexible Lautsprecherleitung; die linke Ader ist durch einen Farbstreifen markiert

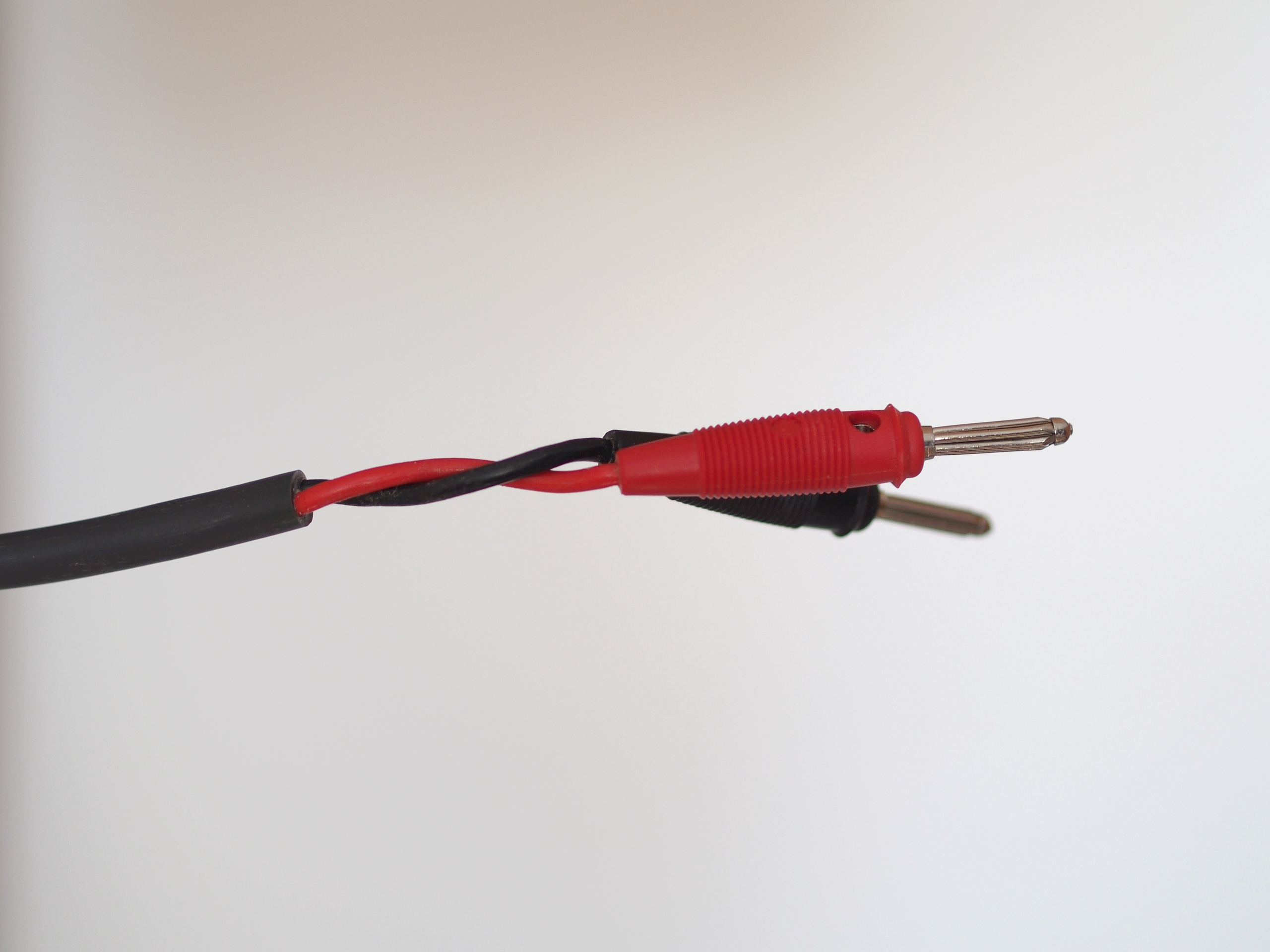
Lautsprecherleitung 2 × 2,5 mm² mit verdrillten Adern, Farbkennzeichnung und Bananensteckern

Eine Lautsprecherleitung oder ein Lautsprecherkabel ist eine in der Regel zweiadrige elektrische Leitung, die Lautsprecheranschlüsse eines Audioverstärkers mit einer Lautsprecherbox verbindet. Sie überträgt das niederfrequente Tonsignal beziehungsweise die elektrische Leistung zu den Lautsprechern.

## Material
Die Adern von Lautsprecherleitungen bestehen im Regelfall aus isolierter Kupferleitung. Als Leitermaterial kommen auch Aluminium (siehe auch kupferkaschiertes Aluminium) oder verschiedene Edelmetalle und Legierungen zum Einsatz. Aluminium ist weniger geeignet, da es anfälliger für Drahtbrüche ist und einen etwa 50 % höheren spezifischen elektrischen Widerstand aufweist. Edelmetalle werden in Lautsprecherleitungen ebenfalls verwendet, wobei ein Nutzen bezüglich des klanglichen Ergebnisses nicht bewiesen ist.
Die Adern sind oft miteinander verdrillt, wodurch die Fernwirkung der erzeugten magnetischen Felder verringert wird.
Sind die beiden isolierten Adern zusätzlich von einer äußeren Ummantelung umgeben, handelt es sich um ein Kabel bzw. ein Lautsprecherkabel.

## Spannung und Strom
Je nach übertragener Leistung kann an einer Lautsprecherleitung gefährlich hohe Wechselspannung anliegen. Wenn eine Leistung um 2 kW an einen Lautsprecher mit 8 Ω übertragen wird, tritt eine Spannung von 126 V auf, die bei Berührung nicht isolierter Leitungsenden und Anschlüsse zu einem Stromunfall führen kann.
In der Regel sind die Leistungen jedoch wesentlich niedriger, weshalb davon ausgegangen werden kann, dass das Berühren von Lautsprecherleitungen ungefährlich ist und die Anschlüsse auch nicht berührungsgeschützt sein müssen.
Der in der Leitung fließende Strom I errechnet sich aus der Lautsprecherimpedanz R und der Verstärkerleistung P mit
{\displaystyle I={\sqrt {\frac {P}{R}}}}
und ist daher nur von der Quadratwurzel der Leistung abhängig. Daher fließt im obigen Beispiel (2 Kilowatt an 8 Ohm) ein Strom von 16 Ampere und bei Kupfer ist thermisch ein Leitungsquerschnitt von 1,5 mm² ausreichend. Erst ab einer Kabellänge von 35 m würden in solch einem Kabel mehr als 10 % der Verstärkerleistung verloren gehen. Die relativen Kabelverluste sind unabhängig von der übertragenen Leistung.

## Leitungsquerschnitt
Für die heimische HiFi- oder Heimkinoanlage sind Doppelleitungen aus Volldraht oder Kupferlitze mit einem Adernquerschnitt von 0,75 mm² ausreichend. Es werden oft größere Querschnitte bis zu 4 mm² für längere Leitungswege benutzt. Höhere Querschnitte bieten zwar einen noch geringeren Widerstand, was sich jedoch klanglich und hinsichtlich der Verluste nicht wahrnehmbar auswirkt.
In der professionellen Veranstaltungstechnik werden Querschnitte von 2,5 mm² bis zu 10 mm² eingesetzt.

## Endenabschluss
Lautsprecherleitungen werden im Heimbereich oft direkt ohne Abschluss durch Druck- oder Schraubklemmen an Verstärker und Lautsprecherboxen angeschlossen. Die offenen Litzenenden können dabei mit Aderendhülsen oder Kabelschuhen geschützt sein. Federstecker (ugs. „Bananenstecker“) und DIN-Stecker (ugs. „Strichpunktstecker“) kommen ebenfalls häufig zum Einsatz, wobei erstere oft mit Schraubklemmen kombiniert werden.
Im professionellen Bereich werden XLR-, Klinken- und Speakon-Stecker als Kabelabschlüsse verwendet.

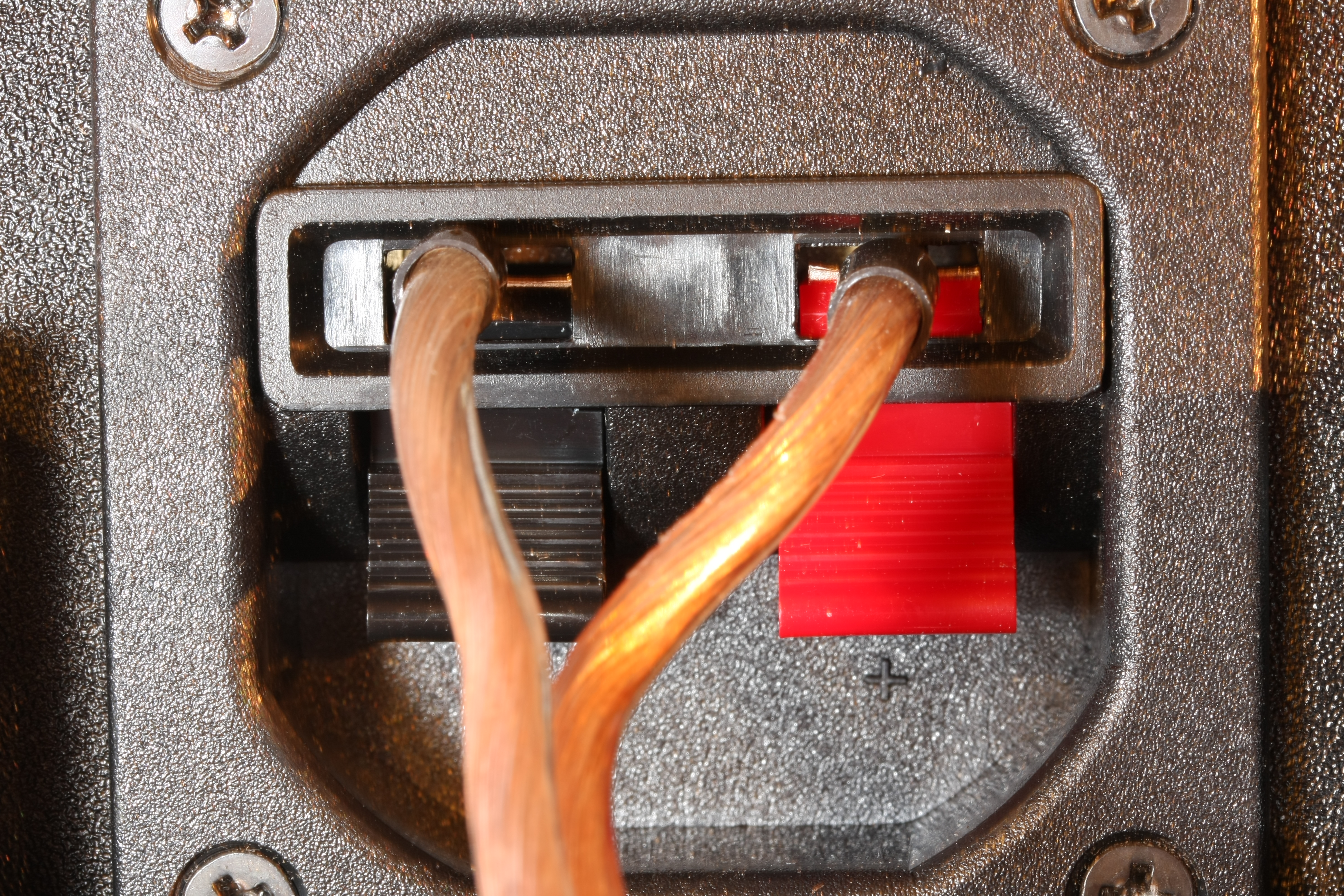
Lautsprecherleitung mit Federklemme
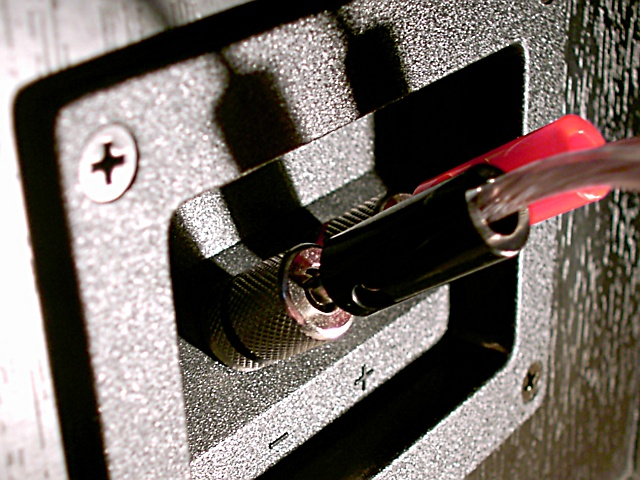
Lautsprecherleitung mit Bananensteckern
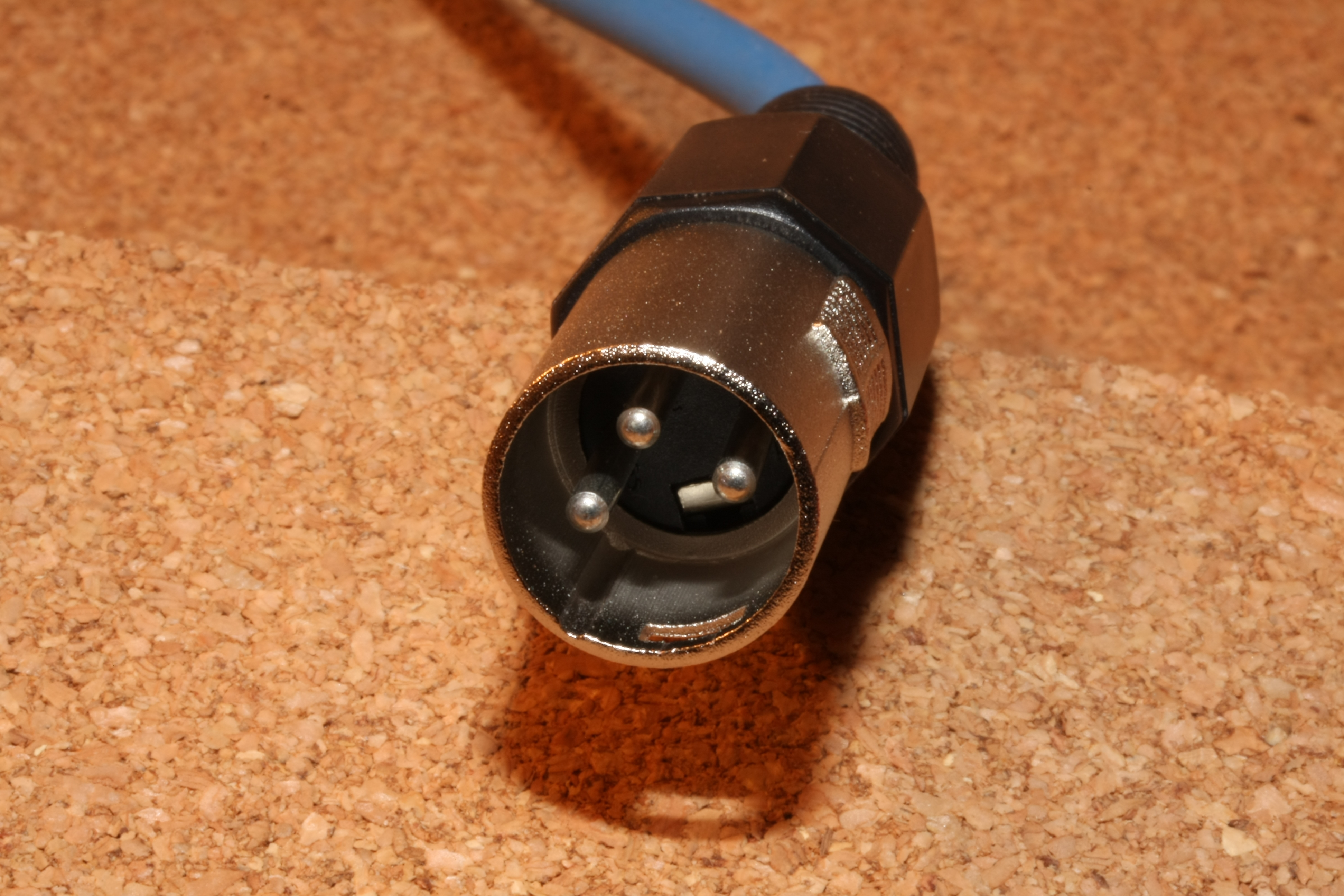
XLR-Stecker mit Lautsprecherleitung
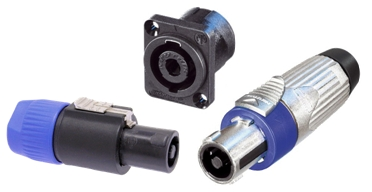
Das Speakon-System ist der Standardanschluss in der professionellen Beschallungstechnik

## Phasenrichtiger Anschluss
Werden mehrere Lautsprecher betrieben (also auch bei Stereo), müssen sie gleichsinnig angeschlossen sein, da es ansonsten zu Teilauslöschungen des Schallsignals und einer Beeinträchtigung der Lokalisation der Phantomschallquellen kommt (siehe auch Out of Phase Stereo).
Für richtigen Anschluss sind die Klemmen von Verstärkerausgängen und Lautsprecheranschlüssen sowie die Kabeladern gekennzeichnet. Es entsteht jedoch kein Schaden durch vertauschte Anschlüsse. Boxen- und Lautsprecheranschlüsse sind dort rot gekennzeichnet, wo eine dort gegenüber der anderen Klemme positive Spannung dazu führt, dass sich die Lautsprechermembran nach außen bewegt.
Die Anschlüsse an Verstärkern und Boxen sind meist rot und schwarz gekennzeichnet. An Lautsprecherleitungen sind die Adernisolierungen unterschiedlich gekennzeichnet (Färbung, Längsriffelung, Beschriftung).
Audioverstärker und AV-Receiver mit automatischem Einmesssystem erkennen eine Vertauschung der Anschlussadern und fordern zur Korrektur auf.

## Spezielle Leitungstypen
Von zahlreichen Herstellern werden Konstruktionen mit speziellen Eigenschaften beworben, wie etwa
- sehr großer Leiterquerschnitt;
- besonders reines Kupfer (sogenanntes OFC – Oxygen Free Copper);
- exotische Materialien für Leiter, Isolierung und Kontakte;
- besondere Leitungsgeometrien;
- das sogenannte Einbrennen;
- Behandlung des Materials auf der Basis von pseudowissenschaftlichen Ideen.

Solche Leitungen wirken optisch wertiger und können mechanisch Vorteile bieten (etwa in der Biegsamkeit). Was jedoch die Qualität der Audiowiedergabe angeht, haben wissenschaftliche Studien gezeigt, dass sie einer „normalen“ technisch einwandfreien doppeladrigen Kupferlitze mit distanzadäquaten Querschnitten nicht überlegen sind. Die beworbenen Vorzüge werden rein subjektiv oder pseudowissenschaftlich begründet oder basieren auf der unangebrachten Übertragung von Erkenntnissen aus der Hochfrequenztechnik auf das (niederfrequente) Audiosignal. Es gibt weder nachprüfbare experimentelle Belege noch fundierte theoretische Herleitungen.